# کن هیوز
کنث گراهام "کن" هیوز (انگلیسی: Kenneth Graham "Ken" Hughes؛ ۱۹ ژانویهٔ ۱۹۲۲ – ۲۸ آوریل ۲۰۰۱) یک کارگردان فیلم، فیلم‌نامه‌نویس، و تهیه‌کننده اهل بریتانیا بود.
- کازینو رویال (فیلم ۱۹۶۷)